# Bifiláris tekercs
A bifiláris tekercs olyan tekercs, amelyet két huzal párhuzamos tekercselésével készítünk, amelyekben ellentétes irányban halad az áram.

## Alkalmazásai
Önindukció-mentes ellenállások készítése, ekkor a két tekercset sorba kapcsolják. Mivel a két párhuzamos szál tekercselési iránya azonos, de a bennük folyó áram iránya ellentétes, ezért mágneses terük ellentétes irányú lesz, kölcsönösen lerontják egymás hatását. Emiatt az eredő induktivitás elhanyagolható.
Az unifilárisan tekert tekercs impedanciája változik a frekvenciával. Ha számít az impedancia, akkor használunk bifiláris tekercselést.